# معاهدة همدان
معاهدة همدان معاهدة وقعت بين الدولة العثمانية والدولة الهوتاكية الافغانیة في همدان في أكتوبر 1727 لإنهاء الحرب العثمانية الهوتاکیة (1722-1727).

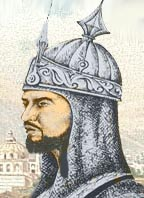
أشرف الهوتاكي 1725-1729

## الخلفية التاريخية
خلال تراجع الدولة الصفوية، في عام 1722 الدولة العثمانية، والإمبراطورية الروسية، قد عملت على الاستفادة من الانحطاط الإيراني بضم بحكم الأمر الواقع عدد كبير من المناطق الحدودية. متظاهرا كما لو كان الوارث الشرعي للعرش الصفوي، طالب أشرف هوتاكي باستعادة جميع الأراضي الضائعة، الأمر الذي دفع الدولة العثمانية إلى إعلان الحرب رسميا.

## الحرب
أشرف هوتاكي، بعد تعزيز التحصينات في أصفهان، سار للقاء القوات التركية وانتصر عليهم في خرم آباد جنوب همدان، في 20 تشرين الثاني 1726. كان النصر الأفغاني على الخصم العسكري المتفوق بشكل كبير يرجع إلى حد كبير إلى تسلل العملاءالى صفوف العثمانيين الذين ذكروا بالمذهب السني المشترك بين الأتراك والأفغان، وشجب الحرب بين الأشقاء ، ودعا إلى تحالف ضد العدو المشترك، الفرس المهرطقة. هذا التكتيك البارع استنزف معنويات القوات التركية بالإضافة إلى تدبير فرار الفرسان الأكراد.

## شروط المعاهدة
افتتح أشرف الهوتاكي المفاوضات وكانت شروط لصالح العثمانيين على الرغم خسارتهم في الحرب:
1. سيادة الدولة العثمانية على جميع الأجزاء الغربية والشمالية الغربية من إيران (بما في ذلك معظم تبريز، همدان، كرمنشاه، و لورستان ومعظم جنوب القوقاز).
2. الاعترافا رسميا بأشرف هوتاكي كشاه بلاد فارس.
3. أعطى الحق لأشرف هوتاكي بسك العملات المعدنية.
4. أعطى الحق لأشرف هوتاكي بإرسال قوافل الحج السنوية إلى مكة المكرمة.

## بعد
الغالبية العظمى من الإيرانيين كانوا لا يزالون يرفضون النظام الأفغاني منذ اليوم الذي غزاهم. الحكام الهوتاكيين كانوا يعيشون تحت اضطراب عظيم الذي جعل سيطرتهم على السلطة ضعيفة ومنهكة و ضعف الحكومة المركزية المستندة على أصفهان. التي مهدت الطريق لصعود العبقرية العسكرية الإيرانية نادر شاه الأفشاري.